# Гайнріхсвальде
Гайнріхсвальде (нім. Heinrichswalde) — громада в Німеччині, розташована в землі Мекленбург-Передня Померанія. Входить до складу району Передня Померанія-Грайфсвальд. Складова частина об'єднання громад Торгелов-Фердінандсгоф.
Площа — 14,30 км2. Населення становить 401 ос. (станом на 31 грудня 2020).